# Степанов, Николай Михайлович (хирург)
Николай Михайлович Степанов (30 декабря 1896, с. Тряпино — 31 июля 1960, Пермь) — советский врач-хирург, учёный, доктор медицинских наук (1939), заведующий кафедры и клиники общей хирургии Пермского медицинского института.

## Биография
Родился в 1896 году в селе Тряпино Уфимской губернии в семье священника, отец умер в 1902 году, воспитан старшей сестрой — сельской учительницей.
В 1911 году поступил в Уфимскую семинарию, где как сын священника учился за казенный счет, но вынужден был добывать средства для проживания — давал уроки, работал регистратором пристани Левшино, делопроизводителем и приказчиком студенческого кооператива.
В 1917 году окончив семинарию поступил на медицинский факультет Пермского университета, работал фельдшером детской губернской больницы.
С 1919 года участник Гражданской войны — лекпом перевязочного отряда 30-й стрелковой дивизии Красной Армии, работал в Политпросвете 5-й армии.
В 1920 году был откомандирован для продолжения обучения в университет и окончил его в 1924 году
С 1924 года — ординатор клиники госпитальной хирургии, с 1927 года — сверхштатный ассистент, с 1931 года — ассистент кафедры стоматологии и одновременно заведующий хирургическим отделением стоматологической клиники, в 1933 году — заведующий хирургическим отделением Уральского НИИ стоматологии и одонтологии.
В 1933 году без защиты диссертации была присвоена ученая степень кандидата медицинских наук, в 1936 году защитил кандидатскую диссертацию, в 1939 году — докторскую диссертацию.
С 1938 года — завекафедрой общей хирургии Пермском стоматинституте, декан (1939), профессор (1940), заместитель директора по учебно-научной части (1940), директор (1941).
Во время Великой Отечественной войны с апреля 1942 года — подполковник медицинской службы, ведущий хирургом эвакогоспиталя № 3148 и хирургом-консультантом прикреплённых к нему эвакогоспиталей: № 2556, № 3783 и № 3782, в феврале 1943 году назначен заместителем главного хирурга отдела эвакогоспиталей Молотовского областного отдела здравоохранения.
Всего за годы войны сам сделал около 10 тысяч операций. Обучал хирургов новым методикам оказания хирургической помощи в условиях военного времени.
Награждён медалями «За доблестный труд в Великой Отечественной войне 1941—1945 гг.» и «За победу над Германией», знаком «Отличнику здравоохранения».
После войны продолжил работать в Пермском стоматологическом институте, после его реорганизации в 1953 году в стоматологический факультет при Пермском медицинском институте — заведующий кафедры и клиники общей хирургии. Одновременно исполнял обязанности главного онколога города Перми, являлся зампредседателя Пермского филиала Всероссийского общества хирургов.
Умер в 1960 году в Перми, похоронен на Егошихинском кладбище.

## Память
В память о Н. М. Степанове на здании клиники общей хирургии города Пермь размещена мемориальная доска.